# Alétès (fils d'Icarios)
Pour les articles homonymes, voir Alétès.
Dans la mythologie grecque, Alétès (en grec ancien Ἀλήτης / Alếtès) ou Aulétès (en grec ancien Αὐλήτης / Aulếtès ou Αὐλητήης / Aulétếs), fils d’Icarios et de la naïade Péribée. Il est le frère de Pénélope.

## Sources
- Pseudo-Apollodore, Bibliothèque [détail des éditions] [lire en ligne] (III, 10, 6).
- Scholiaste d’Homère, Odyssée, XV, 16.
- Eustathe, Commentaire à l’Odyssée, 1773, 21 (correspondant au livre XV, vers 16).